# Francesco Niccolini
Francesco Niccolini (* 1639 in Florenz; † 4. Februar 1692 in Paris) war ein italienischer katholischer Erzbischof und päpstlicher Diplomat.

## Leben
Er stammte aus der alten Adelsfamilie der Niccolini. Geboren wurde er in Florenz als Sohn des Senators Matteo Niccolini und dessen Ehefrau Lucrezia Arrighi. Er war der Neffe des Florentiner Erzbischofs Pietro Niccolini.
Francesco studierte in Pisa Rechtswissenschaften und erlangte dort seinen Abschluss in utroque iure. Danach machte er eine schnelle Karriere in der Verwaltung des Kirchenstaates und war 1667 Gouverneur von Fabriano, ab Mai 1668 von Camerino, ab April 1669 von Ascoli und von 1677 bis 1685 Vizegouverneur von Avignon.
Da er für die Nuntiatur in Portugal bestellt wurde, erfolgte am 10. September 1685 seine Ernennung zum Titularerzbischof von Rhodus. Die Priesterweihe empfing er am 3. November 1685 und am 16. Dezember 1685 spendete ihm in der Kirche des Jesuitenkollegs von Avignon durch Jean-Baptiste Adhémar de Monteil de Grignan, Koadjutor des Erzbischofs von Arles, die Bischofsweihe.
Am 21. Februar 1690 erfolgte seine Ernennung zum Nuntius in Frankreich, blieb aber noch bis 10. September 1690 Nuntius in Portugal. Nach seinem Eintreffen in Paris hatte er am 28. November desselben Jahres sein erstes Treffen mit König Ludwig XIV.
Er starb am 4. Februar 1692 in Paris und wurde in der Kapuzinerkirche in der Rue Saint-Honoré beigesetzt.